# Dragica Rajcić
 (avril 2024).
Si vous disposez d'ouvrages ou d'articles de référence ou si vous connaissez des sites web de qualité traitant du thème abordé ici, merci de compléter l'article en donnant les références utiles à sa vérifiabilité et en les liant à la section « Notes et références ».
Dragica Rajčić (nom de plume de Karla Jacob, née le 1er avril 1959 à Radošić / Split) est une romancière croate.

## Biographie
Dragica Rajčić a grandi en Croatie. Après le baccalauréat et un voyage en Australie, elle est arrivée en 1978 en Suisse, où elle travaille en tant que femme de ménage, repasseuse et femme de maison. En 1988, elle retourne en Croatie où elle fonde la revue Glas Kaštela (Le Château de verre) et travaille également en tant que journaliste. En 1991, elle s'enfuit en Suisse pendant les guerres de Yougoslavie avec ses trois enfants et elle s'engage pour le travail pour la paix. Elle obtient un diplôme d'animation socioculturelle à la HSA de Lucerne. Elle vit à Zurich et Innsbruck et est mariée à Johann Holzner.
Dragica Rajčić a commencé à écrire au début des années 1970, dans un premier temps dans sa langue maternelle. Après son premier séjour en Suisse, elle commence à écrire de la poésie, des nouvelles et pièces de théâtre en langue allemande. Rajčić tient à employer un style littéraire proche du « Gastarbeiterdeutsch » (l'allemand des travailleurs immigrés) dans ses œuvres poétiques, elle revendique cette langue qui donne l'impression d'être rudimentaire et incorrecte au premier abord.

## Prix et bourses
- Premier prix Fremd in der Schweiz (Étranger en Suisse) Universität Bern 1987.
- Prix Adalbert-von-Chamisso 1994[1].
- 2e prix doté de poésie de Meran, 1994[1].
- Soutien du canton St. Gallen, 2000, 2005, 2012.
- Soutien de la ville de St. Gallen 1994, 1999.
- Dotation de la ville de St. Gallen 1995.
- Soutien de la fondation Pro Helvetia 1995.
- Soutien de la fondation UBS, 1999 Zürich.
- Swiss Writer-in-Residence, maison de la culture Max Kade Lexington University of Ky 2007/2008 (USA).
- Swiss Writer in Residence IWP Iowa, September bis November 2009.
- Sivije Strahimir Kranjčević, premier prix de la prose croate, Hrvatska Matica iseljenika, Zagreb, 2008.
- Bourse de travail de la fondation Robert-Bosch, 2009.
- Maison de la littérature de Zurich, texte du mois, prose 2009.
- Soutien de la ville de Zurich, 2015 pour le premier roman Liebe um Liebe.
- Premio Ciampi, Valigie Rosse pour la poésie, Livorno (Italie) 2015[1].

## Œuvres
- Halbgedichte einer Gastfrau (Demis poèmes d'une hôtelière), Saint-Gall, 1986.
- Lebendigkeit Ihre züruck: Gedichte, poèmes, 1992.
- Le Livre de la chance, Zurich 2004
- Seul le bien va au ciel, Zurich 1994.
- Post bellum, Zurich, 2000.
- Attendre Broch, Innsbruck 2011.
- Un morceau de propreté, pièce de théâtre, 1992. Theater im Fass, Schaffhouse.
- Aufliebeseen, pièce de théâtre, 2000. Théâtre de la Ville de Saint-Gall.

## Littérature
- Laurel Cohen-Pfister: Dragica Rajcic. Writing Women and war in the Margins. The Cupola: Scholarship at Gettysburg College (French Studies Faculty Publications, 16).
- Christine Elena Vérité: Collaborateur de beyond the boundaries of citizenship: a transcultural perspective on public participation in the development of Swiss immigrant policy. University of Victoria. Canada, 2012.
- Erika M. Nelson: Traumatic Traces. Dans: Reconfigurations: A Journal for Poetics & Poésie/Literature and Culture 3. 2009.
- Erika M. Nelson: Reading Rajčić. Dans: Women in French Yearbook: Feminist Studies in French Literature and Culture, 2010, P. 167-195.
- Erika M. Nelson: One of Innumerable Antigones. Dans: Reconfigurations: A Journal for Poetics & Poésie/Literature and Culture, 5, 2011.
- Holly Fulton Osborn: Dragica Rajčić. De la poésie; Poèmes; Slavic Languages and Societies. UKnowledge (disClosure: A Journal of Social Theory).
- Charlotte Schallié, Christine Vérité: Poems by Dragica Rajčić. Dans: Women in French Yearbook: Feminist Studies in French Literature and Culture, Bd. 26, P. 137-145.
- Charlotte Schallié, Christine Vérité: "Switzerland Has Run Out of Steam on Its Way to Multiculturalism": an Interview with Dragica Rajčić. Dans: Women in French Yearbook: Feminist Studies in French Literature and Culture, 26, 2010, P. 146-166.
- Poésie de Dragica Rajcic. Dans: Schweizer Monatshefte Juin/Juillet 2005[3].

## Film
- Marianne Pletscher : Dragica Rajcic. Schriftstellerinnenportrait. Documentaire, Suisse, 2000 .

## Liens
- Notices d'autorité :   - VIAF
  - ISNI
  - BnF (données)
  - IdRef
  - LCCN
  - GND
  - Pologne
  - Israël
  - NUKAT
  - Tchéquie
  - WorldCat
- (de) « Publications de et sur Dragica Rajcić », dans le catalogue en ligne de la Bibliothèque nationale allemande (DNB).
- Site personnel.
- Dragica Rajcic sur le site web de l' Édition 8.
- "Pas de problème à ce que vous soyez suisse et moi croate" Interview sur croatia.ch, consulté le 6. Juin 2013.
- Dragica Rajcić: Sa Chambre sentait la mort-aux-rats... Dans le magazine littéraire suisse Projets.